# Llana

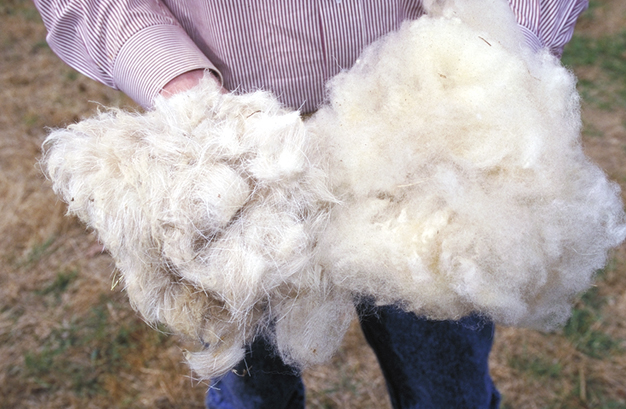
Llana de pèl llarg i curt mostrada per un treballador del South Central Family Farm Research Center a Boonesville, Arkansas, als Estats Units d'Amèrica.

La llana és una fibra natural obtinguda a partir del pèl d'alguns animals i utilitzada habitualment per a fer teixits, especialment per abrigar-se del fred. A Europa i països d'influència occidental normalment és pèl d'ovella, però a altres llocs també es fa servir la de cabra, llama, alpaca, vicunya, etc. Quan comença a pujar a la temperatura a la primavera, aquests animals són esquilats tallant-ne la llana. Aquesta, segons l'ús a què es destini, s'haurà de sotmetre a diversos processos, com ara neteja, filat, etc. Amb la llana es fan matalassos, jerseis i també teixits, amb els quals es confeccionen vestits diversos.

## Propietats físiques
La llana és un mal conductor de la calor, i per això és un bon aïllant per fer roba amb la qual protegir-se del fred.
Ofereix certa resistència contra bacteris i fongs, però aquests microorganismes poden atacar les taques que a la llarga apareixen al teixit. Com que la llana és una proteïna (i, per tant, pot ser considerada un producte alimentari modificat) pot ser una font d'aliment per a diferents tipus d'insectes, com les arnes, que faran malbé el teixit.
Propietats físiques de la llana

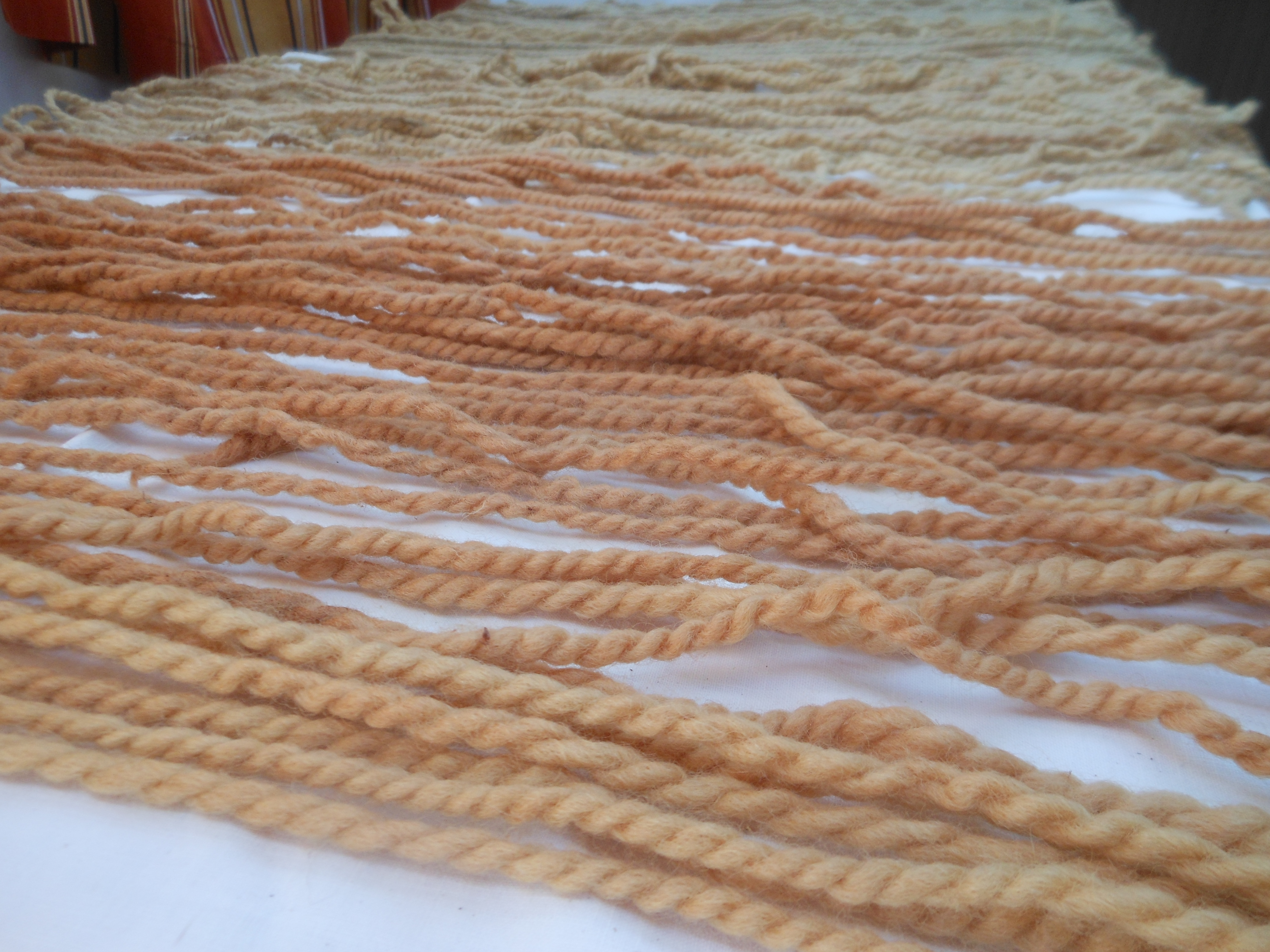
La llana crua que s'extreu de l'ovella es pot tenyir utilitzant diversos elements naturals. Es pot fer servir closca de ceba, remolatxa, mat cuit i diverses plantes autòctones, de les quals s'usa el fruit, l'arrel o les fulles. Per obtenir el color cal col·locar algun dels elements esmentats en una olla amb aigua bullent i després d'uns minuts retirar-los i introduir-hi la llana. Un cop obtingut el color desitjat, retirar la llana utilitzant un colador i deixar assecar.

1. Resistència: és la propietat que permet a la llana estirar-se en gran proporció, abans de trencar-se. Això és molt important, des del punt de vista tèxtil, atès que processos d'industrialització com ara cardat, pentinat i filat, sotmeten considerables tensions a les fibres de llana, que han de posseir extensibilitat suficient per conservar-se íntegres a través dels processos esmentats.
2. Elasticitat: aquesta propietat, íntimament relacionada amb l'anterior, es refereix al fet que la llana torna al seu llarg natural, després d'estirar-se, dins de certs límits, ja que arriba un moment en què, en trencar-se els enllaços químics, la llana que no torna al llarg original. L'elasticitat de la llana és deguda a l'estructura helicoïdal de les molècules. Gràcies a aquesta propietat de recobrament de l'extensió, la llana té la capacitat de retenir la forma de les vestimentes, i mantenir l'elasticitat de les catifes.
3. Higroscopicitat: totes les fibres naturals absorbeixen la humitat de l'atmosfera i, entre elles, la llana és la que ho realitza en major proporció; la llana és higroscòpica, és a dir que absorbeix vapor d'aigua en una atmosfera humida i el perd en una seca. La fibra de llana és capaç d'absorbir fins a un 50% del pes en escorrençament.
4. Flexibilitat: és la propietat de les fibres de llana, per la qual cosa es poden doblegar amb facilitat, sense trencar-se o trencar-se. Aquesta propietat és de gran importància per a la indústria, tant a filaderia com a teixidura, per aconseguir teixits resistents.

Propietats químiques de la llana
1. Efecte dels àlcalis: la proteïna de la llana, que rep el nom de queratina, és particularment susceptible al dany d'àlcalis. Per exemple, solucions d'hidròxid de sodi al 5% a temperatura ambient dissolen la fibra de llana.
2. Efecte dels àcids: la llana és resistent a l'acció dels àcids suaus o diluïts, però, en canvi, els àcids minerals concentrats, com ara el sulfúric i el nítric provoquen desdoblament i descomposició de la fibra. No obstant això, solucions diluïdes d'àcid sulfúric són usats durant el procés industrial de la llana, per a carbonitzar la matèria vegetal adherida a les fibres.
3. Efecte dels solvents orgànics: la majoria dels solvents orgànics usats comunament per netejar i treure taques dels teixits de llana, són segurs, en el sentit que no fan malbé les fibres de llana.

Propietats biològiques de llana
1. Microorganismes: la llana presenta certa resistència als bacteris i els fongs; no obstant això, aquests microorganismes poden atacar les taques que apareixen a la llana. Si la llana és emmagatzemada en una atmosfera humida, apareixen fongs, que fins i tot poden arribar a destruir la fibra. D'altra banda, els bacteris que produeixen podridures poden destruir la fibra, si la llana roman molt de temps en humitat i pols.
2. Insectes: des del moment que la llana és una proteïna, i que, per tant, pot ser considerada un producte alimentari modificat, presenta una font d'aliment per a diferents tipus d'insectes. Les larves de l'arna de la roba i de l'escarabat de les catifes són els predadors més comuns de la llana; s'estima que aquests insectes fan malbé diversos milions de quilos de teixit de llana cada any. S'han suggerit diversos tractaments per prevenir aquest mal; tal és el cas de la fumigació de teixits de llana amb insecticides, o l'aplicació de productes químics que reaccionin amb les molècules de llana i causin que la fibra no sigui palpable per als insectes. Un altre sistema és el de posar, a la proximitat de la llana, substàncies que acomiadin olors nocives per als insectes.

## Història
Tot i que les ovelles es van domesticar fa entre 9000 i 11000 sembla que inicialment només va ser per la carn i la llet. Les proves arqueològiques trobades a l'Iran no mostren proves d'una selecció de les ovelles més llanudes (les salvatges en tenien molt menys que les actuals) fins a l'any 6000 aC. Els primers fragments de roba feta amb llana que s'han descobert daten d'entre el 4000 i el 3000 aC. Les ovelles llanudes van ser introduïdes des del Pròxim Orient a Europa a l'inici del 4t mil·lenni abans de la nostra era tot i que el teixit de llana més antic que es conserva és de 1500 aC a Dinamarca.
A l'edat mitjana, els teixidors de la llana s'agruparen en confraries o col·legis professionals, que habitualment estaven separats dels del lli, i veneraven habitualment sant Sever i sant Lleonard (en), teixidors segons la tradició, el 6 de novembre. A Mallorca, l'ofici de teixidor era un dels més nombrosos dels menestrals, i per això els seus col·legis eren dels més importants. El col·legi dels teixidors de llana, inicialment unit al dels flassaders (que formaren el seu col·legi propi el 1395), era de gran antiguitat, i les ordinacions més antigues que es coneixen són del 1391. Veneraven com a patrons sant Sever i sant Lleonard a l'església del Carme, i tenien la sala del col·legi a la plaça del Mercat, a la cantonada del carrer de Can Danús. El seu escut era una àguila sobre dos escuts amb els Quatre Pals. El 1636, els teixidors de llana de Llucmajor s'escindiren dels de la ciutat, i en altres pobles també tenien col·legis propis, units al dels teixidors de lli.

### Tipus històrics de teixits de llana
- Alpaca: Teixit fet amb llana d'alpaca. La fibra es caracteritza per la seva llargada, brillantor i color de canyella. S'usava sobretot per a teles que tenien per funció abrigar del fred, però també s'ha utilitzat en teles d'estiu fetes amb una mescla de cotó i que podien ser tenyides.[8]

- Anascot: Teixit d'estam amb lligat de sarja. Sovint es tenyia de negre i s'utilitzava per fer sotanes de rector i, a vegades, per vestits femenins.[8]

- Baieta: tela de llana amb pèl.[8]

- Burat / buratí: Teixit en què la trama era de llana, però l'ordit de seda. El lligat era de sarja.[8]

- Burell: Teixit bast de llana pura sense aprest posterior. Se'n feia servir per confeccionar abrics i capes.[8]

- Casimir: Teixit de llana local (més barata), o de mescla de llana i cotó, que imitava el suau teixit autèntic de llana caixmir asiàtica.[8]

- Castor: Teixit atapeït, fort, perxat i enfeltrat que vol imitar la pell de castor. S'emprava per confeccionar abrics, barrets i fins i tot sabates.[8]

- Catifa: Teixit gruixut fet amb fils de llana, la superfície del qual és vellutada i llueix diversos dibuixos i colors. Es teixeixen els fils sobre una base forta, la qual ha estat prèviament teixida amb fibres de cànem, jute, cotó... La catifa s'utilitza per cobrir terres i escales a l'interior de les cases, tant per protegir del fred com per decoració estètica.[8]

- Drap: Denominació genèrica i primigènia dels teixits de llana.[8]

- Drapet: Teixit que s'emprava per a la confecció de vestits d'estiu masculins.[8]

- Edredó: Originalment era un teixit gruixut de llana.[8] Avui dia la mateixa paraula designa teixits lleugers de fibres sintètiques que s'utilitzen per abrigar al llit.

- Elasticotina: Tela de llana de pèl curt. És de color negre i s'utilitza sobretot per a la confecció de pantalons.[8]

- Estamenya: Teixit d'estam amb lligat de sarja. Habitualment era negre i es feia servir per confeccionar els hàbits religiosos.[8]

- Flassada: Peça quadrangular habitualment usada per abrigar al llit. El lligat del teixit podia ser molt variat, així com els colors.[8]

- Franel·la: Teixit lleuger i fi amb lligat de plana.[8]

- Lasting-calamac: Tela de llana setinada en què les llistes o els dibuixos només es veuen per la cara bona.[8]

- Llaneta: Roba fina i de baixa qualitat.[8]

- Merino: Teixit fet de l'habitual llana merina.[8]

- Moqueta: Teixit fort semblant a un vellut per ordissatge. S'usa per fer servir com a catifes, o en tapisseria…[8]

- Novetats: Aquells teixits de llana que segueixen les modes i es renoven contínuament combinant nous lligats, tipus de fils, colors, etc.[8]

- Patén de llana: Tela perxada amb diferents colors i dibuixos i teixida amb teler jacquard. S'utilitzava per la confecció de pantalons.[8]

- Sergé: Teixit que llueix unes fines diagonals produïdes pel lligat de plana.[8]

- Setí de llana: Teixit amb la cara bona llisa i lluent gràcies a un ordit molt dens i de fibra lluent que forma llargues bastes d'ordit adjacents.[8]

- Tartà: Teixit normalment gruixut amb el clàssic dibuix escocès de quadres. S'emprava en la confecció de roba d'abrigar i mantes de viatge.[8]

- Tupelí: Tela de llana amb pèl. Podia ser de diferents colors i es feia servir per fer vestits d'estiu masculins.[8]

- Xeviot: Teixit gruixut de fils de llana xeviot. Aquesta ovella feia una fibra molt blanca, llarga i lluenta, que es filava i cardava, i els fils es tenyien amb colors suaus. L'acabat és lleugerament enfeltrat i perxat. El seu tacte és suau i gruixut, i s'ha usat per fer vestits i abrics masculins.[8]

## Producció
La producció mundial de llana és d'aproximadament 1,3 milions de tones per any, de les quals un 60% es destina a la indústria tèxtil. El líder en la producció mundial és Austràlia, seguit per Nova Zelanda i Xina. La major part de la llana és produïda per la cria d'ovelles merines.

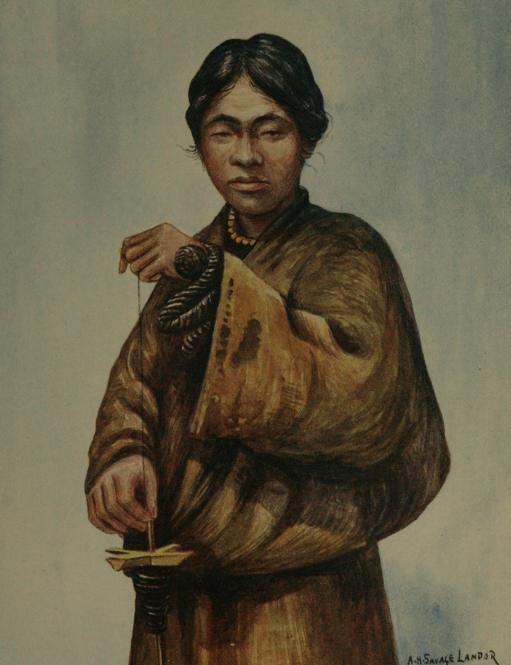
Imatge d'un home tibetà filant llana de l'any 1905.

Producció mundial de llana la temporada 2004/2005:
1. Austràlia: 25% del total (475 milions de kg)
2. República Popular de la Xina: 18%
3. Estats Units: 17%
4. Nova Zelanda: 11%
5. Argentina: 3%
6. Turquia: 2%
7. Iran: 2%
8. Regne Unit: 2%
9. Índia: 2%
10. Sudan: 2%
11. Sud-àfrica: 1%

La llana de producció orgànica està esdevenint cada cop més popular tot i que la producció és força limitada. Tot i que es distribueixen cada cop més peces de roba de cotó orgànic aquestes solen tenir un preu major. La llana és més sostenible que materials sintètics derivats del petroli com ara el nylon o el polipropilè.

## Metabolisme
La presència dels gens MOGAT2 i MOGAT3 a la pell de l'espècie ovina indica l'existència d'una via alternativa per a la síntesi de diacilglicerol (DAG) ja sigui bé des del reciclatge generat de monoacilglicerol (MAG) de la mobilització de triacilglicerol (TAG) emmagatzemada dins de la cèl·lula per generar àcids grassos per a la seva incorporació a altres productes o de fonts externes.
La via de MOGAT no genera glicerol, el qual necessita fosforilació prèvia al fetge per poder-se reutilitzar per a la síntesi de triacilglicerol (TAG) a la pell a través del glicerol-3-fosfat (G3P) elevant l'eficiència del reciclatge del glicerol.
La pell produeix lipasa LIPH, que allibera LPA que participa en el control del desenvolupament dels fol·licles dels cabells.
| Raça d'ovella | Gruixor            | Rendiment  | Ús                     |
| ------------- | ------------------ | ---------- | ---------------------- |
| Merina        | Fina               | 75% al 85% | Teixits molt fins      |
| Corriedale    | cruza fina         | 50% al 60% | Teixits fins           |
| Romney Marsh  | Cruza media        | 55% al 70% | Mantes i draps         |
| Lincoln       | Cruza gruesa       | 60% al 75% | Catifes, estores, etc. |
| Criolles      | És la més gruixuda | -          | Catifes                |

## Rentada de la llana
La llana acabada de llogar sol presentar-se molt bruta, per la qual cosa, abans de prosseguir amb la seva elaboració, cal netejar-la convenientment. Per tal d'estalviar el cost del noli de les impureses, se'ls sol sotmetre a una rentada previ.
Als safareigs industrials, abans de la rentada, la llana s'afofa prou, a conseqüència de l'embalat i del transport, es presenta encara en ajustats feixos i és molt important per al bon èxit de l'operació que els pèls de la llana deixin pas als agents de la rentada. Al mateix temps cal eliminar també prèviament la pols, sorra i altres impureses grolleres.
És molt important que l'aigua emprada no sigui dura ni contingui sals de ferro.
De les lleixius brutes de la màquina de rentada poden recuperar-se les sals que constitueixen la suarda i l'anomenada greix de la llana. De les primeres s'obté potassa, per destil·lació i calcinació; purificant la segona, de color marró, bruta i pudent, s'extreu la lanolina que constitueix una matèria primera de gran valor per a la preparació de productes farmacèutics i cosmètics.